# Edifício Lúcio Cavaler
O Edifício Lúcio Cavaler é um prédio residencial da cidade de Criciúma, em Santa Catarina, com 26 andares e aproximadamente 105 metros de altura, é o maior prédio da cidade e também um dos principais monumentos da paisagem urbana do sul de Santa Catarina. 

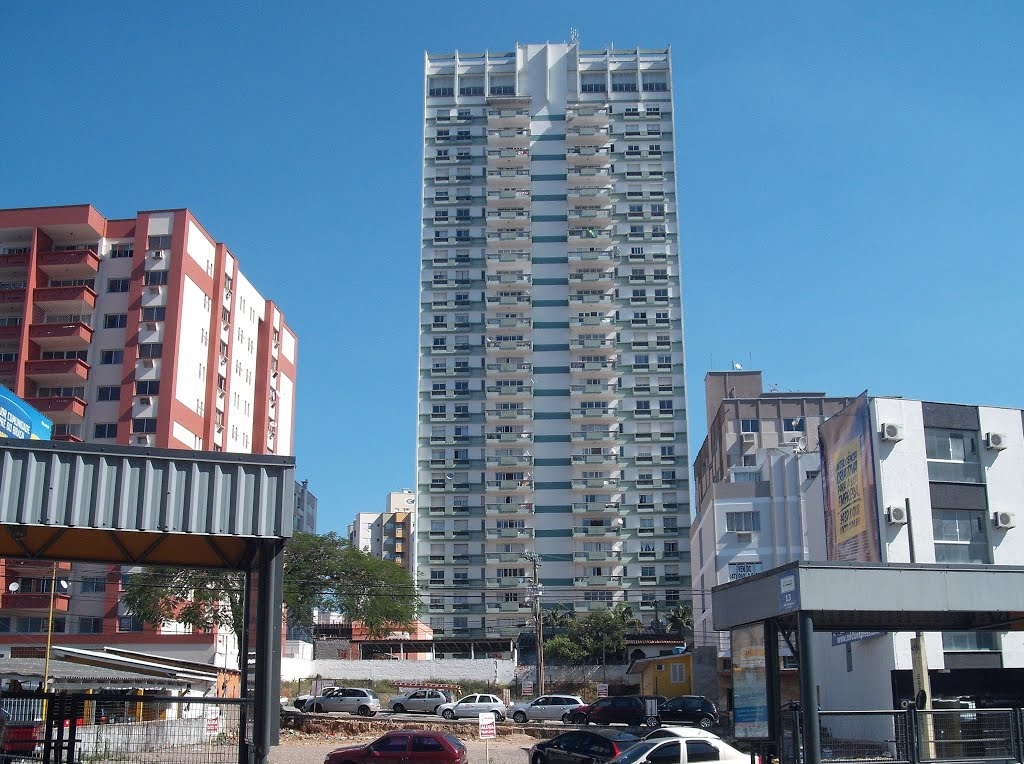
Edifício Lúcio Cavaler, o mais alto de Criciúma, em foto por Alcimar Callegari.

## O Prédio
A obra foi idealizada por Lúcio Cavaler, sendo projetada em Porto Alegre. O prédio teve sua construção iniciada no ano de 1979. Menos de dois anos depois, no auge da década do New Wave, foi inaugurado no coração da cidade. O edifício Lúcio Cavaler foi, por muito tempo, o mais alto de Santa Catarina.
O prédio foi uma revolução no cenário imobiliário da cidade para época, que não contava com grandes edifícios por limitações na infraestrutura para sustentação, visto que na época o uso de grandes vigas metálicas para o concreto armado das edificações ainda era muito restrito fora dos grandes centros.
A construção foi realizada próxima ao centro da cidade no bairro Comerciário, a poucos metros do Estádio Heriberto Hülse, do principal time da cidade, o Criciúma Esporte Clube. A obra contou com centenas de pessoas para sua finalização, dentre arquitetos, engenheiros e construtores. O prédio possui 2 apartamentos por andar, com aproximadamente 105 metros de altura distribuídos em seus 26 andares. Os elevadores foram os primeiros da cidade a utilizar sistemas elétricos ao invés de hidráulicos, garantindo velocidades de locomoção. As cores inicias do prédio eram amarelo, cinza e vermelho, embora posteriormente, em 2008, o edifício tenha sido repintado em tons de verde-água, em projeto do arquiteto João Luiz Rieth. O prédio possui uma estrutura esbelta cercada por dois grandes arcos, um em cada lado. O modelo arquitetônico arrojado do então maior prédio da cidade buscava o equilíbrio entre uma neutralidade com a paisagem urbana e infraestrutura inteligente para sustentação, como a redução de peso tensional pela curvatura de seus dois arcos.

## Eventos
Em outubro de 2013,  a Rede Feminina de Combate ao Câncer (RFCC), de Criciúma, por meio da moradora do condomínio, Maria Luiza de Melo Naspolini, expôs sob o prédio uma faixa para conscientizar sobre o Outubro Rosa, campanha mundial para prevenção e diagnóstico precoce do câncer de mama. Foi utilizada uma peça de 100 metros de tecido rosa pendurada na altura do 24º andar indo até o térreo.